# Culiseta minnesotae
Culiseta minnesotae är en tvåvingeart som beskrevs av Barr 1957. Culiseta minnesotae ingår i släktet Culiseta och familjen stickmyggor. Inga underarter finns listade i Catalogue of Life.